# Alexandre Ledru-Rollin
Pour les articles homonymes, voir Ledru et Rollin.
 (février 2024).
Alexandre Auguste Ledru-Rollin, né le 2 février 1807 à Paris et mort le 31 décembre 1874 à Fontenay-aux-Roses (Seine, actuellement Hauts-de-Seine), est un avocat et homme politique français.
Républicain progressiste, il est l'un des chefs de file de la campagne des Banquets qui aboutit à la révolution de 1848 et à la Deuxième République. Comme ministre de l'Intérieur du gouvernement provisoire alors institué, il fait adopter par décret le suffrage universel masculin. Il n'obtient que 5 % des suffrages lors de l'élection présidentielle française de 1848.

## Biographie

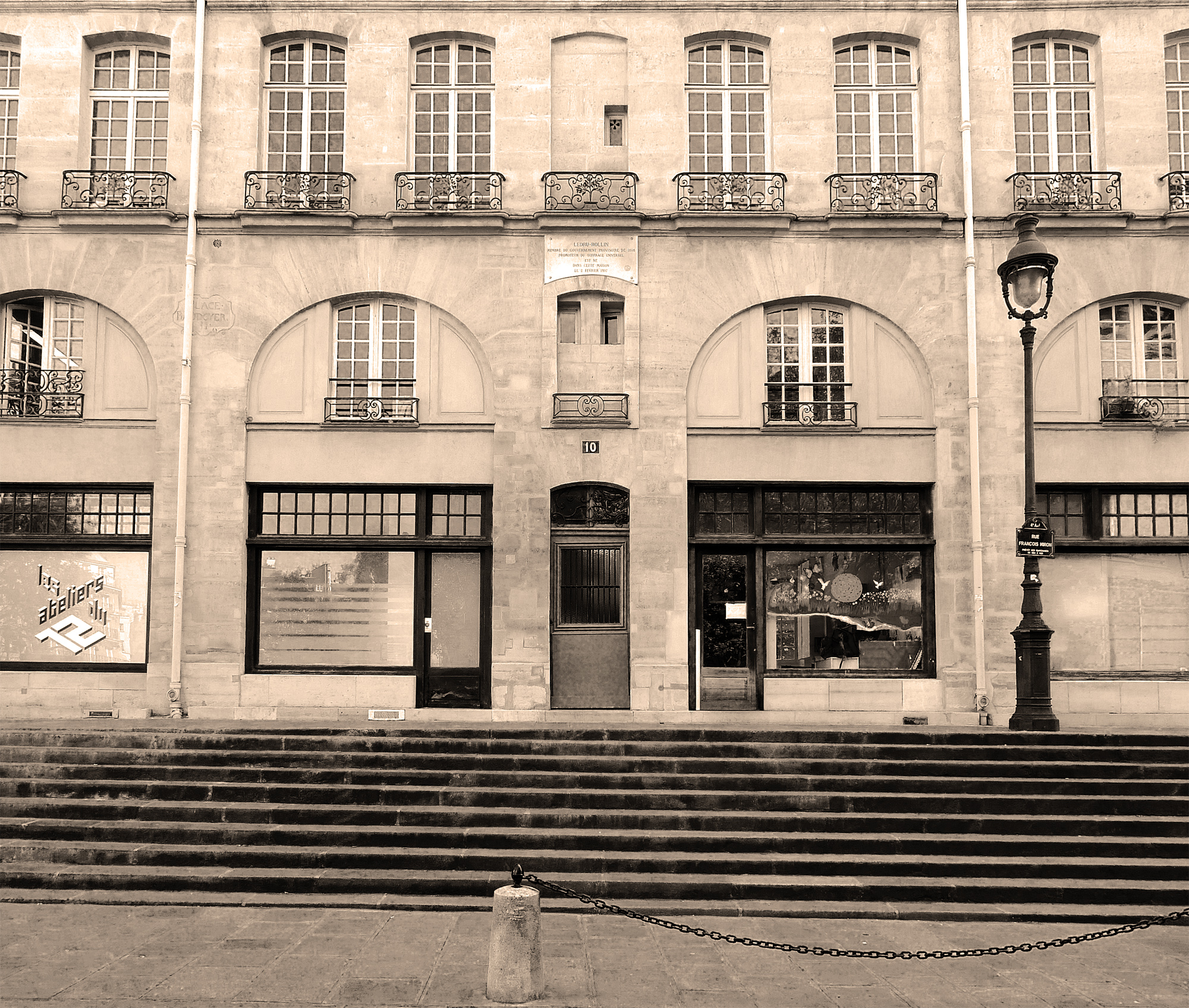
No 10, maison natale de Ledru-Rollin (plaque).

Alexandre Ledru-Rollin est issu de la bourgeoisie républicaine. Son grand-père Ledru, dit Comus, était physicien du Roi (vivant à Fontenay-aux-Roses) et son oncle Jacques-Philippe Ledru, médecin, était membre de l'Académie de médecine. Son père, Paul-Jérôme-Alexandre Ledru, est commissionnaire au mont-de-piété, sa mère la fille d'un menuisier appelé Gay,. Rollin est le nom de jeune fille de sa grand-mère maternelle ; Ledru-Rollin l'a adopté afin de n'être pas confondu avec un collègue avocat.
Alexandre Ledru-Rollin naît au 10, de la rue François-Miron, aujourd'hui dans le 4e arrondissement de Paris, à proximité de l'église Saint-Gervais-Saint-Protais.

### L'opposant à la monarchie de Juillet

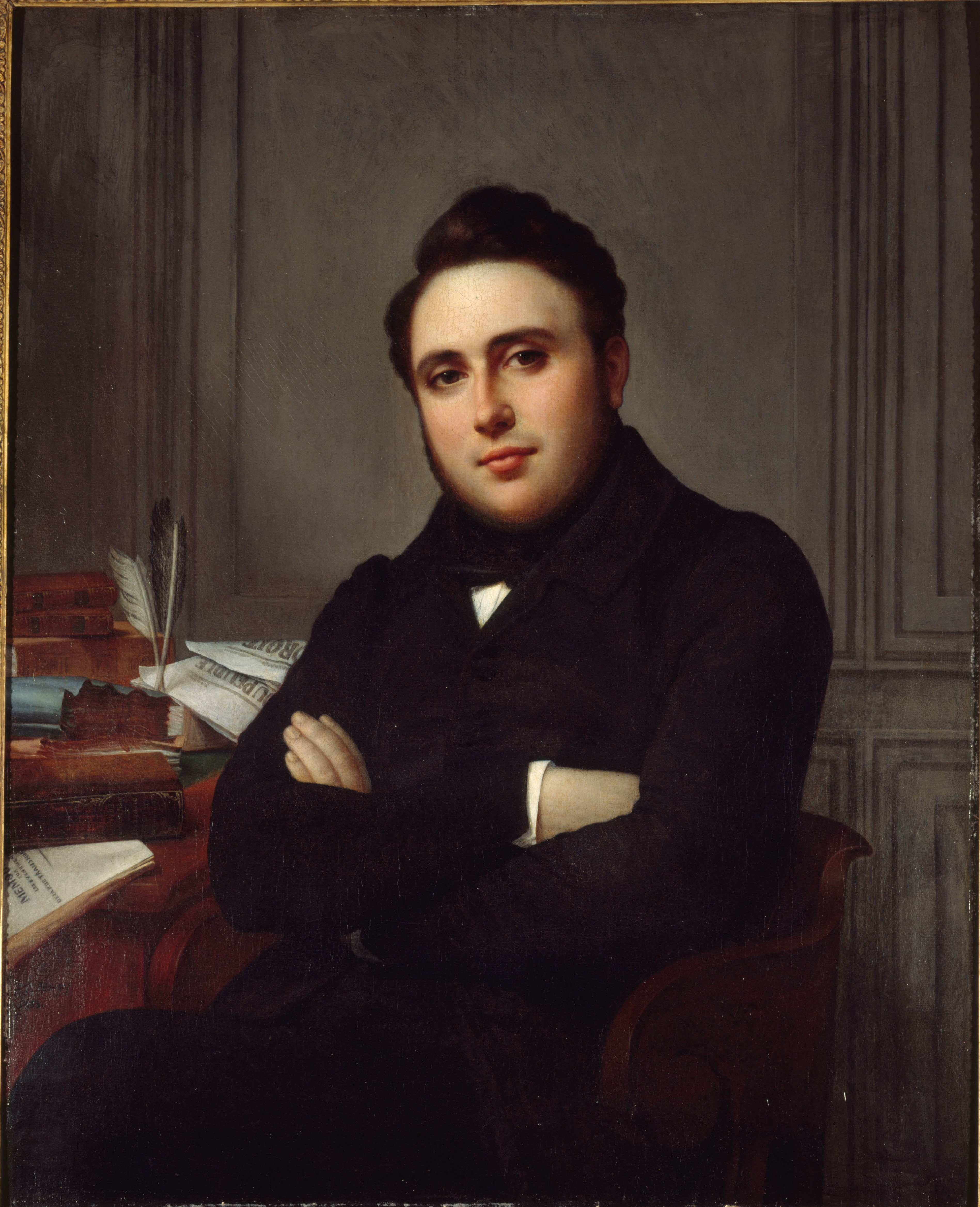
Angélique Mongez, Portrait d'Alexandre Ledru-Rollin (1838), Paris, musée Carnavalet.

À 22 ans, il devient avocat au barreau de Paris, et se signale par ses plaidoyers en faveur des journalistes républicains. Élu député de la Sarthe radical au Mans en 1841 en remplacement d'un des chefs républicains, Étienne Garnier-Pagès, il siège à l’extrême gauche. Sa campagne électorale de 1841 marque la naissance du radicalisme en France. Il publie en 1846 un manifeste dans lequel il réclame le suffrage universel ce qui lui vaut un procès retentissant.
Ledru-Rollin veut des « réformes de structures économiques et sociales » pour faire face à la misère du peuple français, et ses principes républicains sont ceux de la république sociale. Il est un opposant à la monarchie de Juillet et se joint à Alphonse de Lamartine pour dénoncer les « féodalités de l'argent ». Rapidement, il devient une figure radicale très importante de la Chambre, voulant changer les institutions à leurs racines même (en particulier l'adoption du suffrage universel).
À cet effet, en juin 1843, il fonde le journal La Réforme qui devient l'organe de ceux qui soutiennent un programme républicain et radical. De nombreuses personnalités y participent, qu'il s'agisse de Louis Blanc, Godefroi Cavaignac, Ferdinand Flocon ou encore François Arago. Pour eux, la réforme politique doit être sociale.
À une période où le droit d'association est fortement limité à cause de nombreuses agitations dans la capitale, la campagne des Banquets (1847-1848) se révèle un moyen pour contourner la loi afin de se rassembler et de manifester. Ledru-Rollin y prend part activement. La campagne des Banquets mène à la révolution de février 1848, qui renverse le roi Louis-Philippe Ier et met fin à la monarchie de Juillet.

### Un des chefs de la Deuxième République

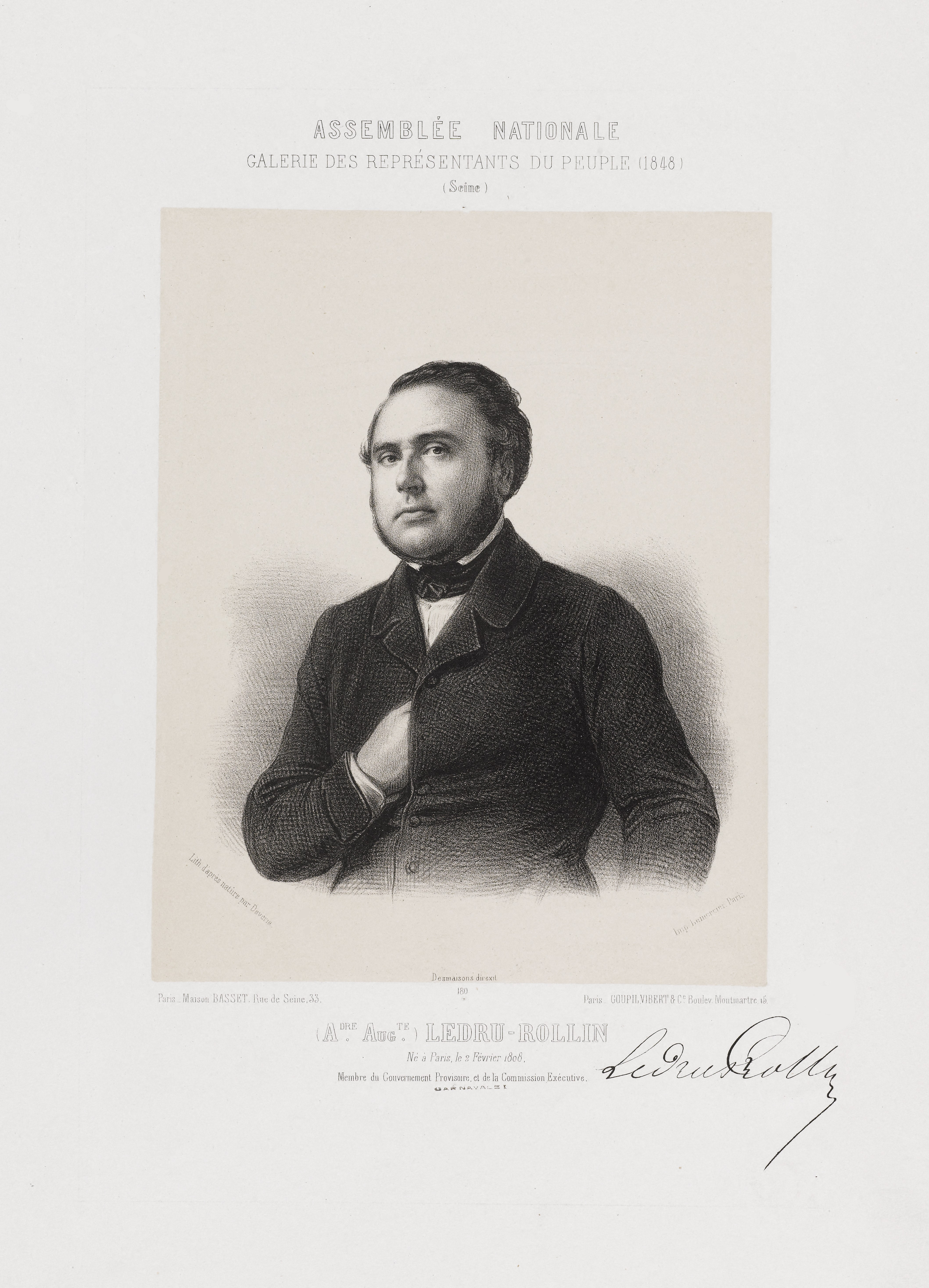
Ledru-Rollin, député de la Seine. Gravure extraite de la Galerie des représentants du peuple (1848).

Le Gouvernement provisoire de 1848 est présidé par Dupont de l'Eure, ancien député du Directoire, et composé de républicains modérés (Alphonse de Lamartine, Garnier-Pagès, Arago, Crémieux, Marie), de démocrates sociaux (Louis Blanc et Albert, un ouvrier) et de radicaux (Ledru-Rollin, Marrast et Flocon). Réuni à l'hôtel de ville de Paris, le gouvernement mène un travail remarquable et efficace en très peu de temps.
Il devient ministre de l'Intérieur le 25 février. Pour installer la République, il épure l'administration de ses éléments orléanistes en remplaçant les préfets par des « commissaires du gouvernement » et les « sous-préfets » par des « sous-commissaires » de tendance républicaine. Dans un deuxième temps, le nouveau ministre de l'Intérieur cherche à affirmer la force de sa tendance au sein du gouvernement par le durcissement de ton de ses deux circulaires, les 8 et 12 mars 1848 ; ainsi, on observe un renforcement des pouvoirs des commissaires pour les mesures d'ordre et de salut public. Le ministre désigne aussi des commissaires généraux qui sont chargés de surveiller les commissaires « ordinaux ».
Alexandre Ledru-Rollin prend la direction des Beaux-arts et des Musées. En effet, pour lui, la République avait besoin de culture. Ainsi dès le 15 mars, grâce à son initiative, l'exposition annuelle de peinture, de sculpture et d'architecture commence. En 1848, il engage, avec le gouvernement provisoire, la commande de la décoration du Panthéon auprès de Paul Chenavard. La Palingénésie sociale ou La Philosophie de l'histoire, projet très controversé qui fut annulé par le décret de 1852 , rendant le Panthéon au culte catholique.
Il tente maladroitement d'organiser la campagne électorale des « républicains de la veille » pour les élections d'avril 1848 à l'Assemblée nationale. Mais, le 16 avril, il combat la manifestation de l'extrême gauche républicaine qui tente de repousser les élections jugées trop rapides. Il est élu député de la Seine à Paris, mais les républicains et surtout les socialistes sont très nettement mis en minorité par le Parti de l'Ordre. Grâce à l'appui de Lamartine, il est néanmoins, mais difficilement, élu membre de la Commission exécutive qui dirige la France. Pendant la manifestation du 15 mai 1848, en faveur de la Pologne, et en fait contre la politique de la Commission exécutive, il organise la lutte contre les manifestants parisiens. Après les massacres des journées de Juin auxquelles il ne prend pas part, il est exclu du pouvoir dans le nouveau gouvernement du général Cavaignac. Il est poursuivi par l'Assemblée pour sa gestion du ministère de l'Intérieur (en particulier la gestion des fonds secrets), mais se disculpe.
Au second semestre 1848, il occupe la chaire d'histoire des institutions administratives de l'éphémère École d'administration.
Il défend le « double » droit à l'assistance et au travail en septembre 1848. Il est le candidat des républicains radicaux à l'élection de la présidence de la République ; il devient alors le porte-parole du troisième pôle politique de l'époque, qui formait une tendance bien connue mais assez obscure pour l'opinion publique. Dans ces élections, il obtient 381 026 voix (soit environ 5 % des suffrages) en se classant en troisième position derrière Louis-Napoléon Bonaparte (environ 5 500 000 voix), triomphalement élu, et le général Cavaignac (environ 1 400 000 voix), candidat des républicains modérés. Son électorat était composé principalement d'urbains, et de la moyenne et petite bourgeoisie. Malgré la victoire triomphante du Parti de l'Ordre (1848), ces résultats ne correspondent pas à la force numérique réelle de la gauche dans le pays. Le rôle de Ledru-Rollin sera très sous-estimé à cause de ce désastre électoral. Il reste pourtant celui qui a formé le premier noyau du parti républicain et qui a donné une cohérence politique ainsi qu'une dimension populaire à une gauche radical-socialiste.

### L'opposant à la république conservatrice

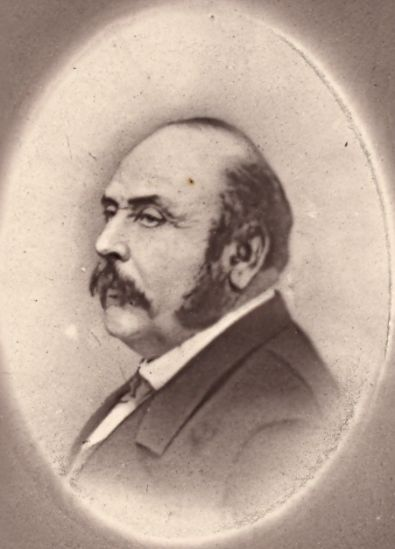
Ledru-Rollin, photographie anonyme.

À l'approche des élections législatives de mai 1849, Ledru-Rollin organise la promotion des idées républicaines en province. Quelques mois plus tôt, en novembre 1848, les républicains démocrates-socialistes ont fondé la Solidarité républicaine, qui a soutenu sa candidature à la présidentielle. Sa campagne est un succès, il est élu député du Var à l'Assemblée législative. Ledru-Rollin devient alors le chef d'un groupe de plus de 200 députés, la Montagne.
Il s'oppose violemment à la politique réactionnaire de l'Assemblée, en particulier à l'envoi d'une expédition militaire à Rome qui vise à étrangler la jeune république romaine pour rétablir le pouvoir absolu du pape Pie IX.
Il tente d’organiser le renversement du gouvernement d'Odilon Barrot et de la majorité conservatrice de l'Assemblée, le 13 juin 1849. Mais la répression menée par le général Nicolas Changarnier et ses troupes le déchoit de son mandat de représentant de la nation. Il parvient à s'enfuir en Angleterre et à échapper ainsi aux déportations d'opposants. La Haute Cour de justice de Versailles le condamne par contumace.
De Londres, il soutient la nouvelle Montagne. Cependant, il est très affecté par son échec et son exil. En 1851, il publie une brochure (« Plus de président, plus de représentants ») où il rejette l'idée même de gouvernement. Il ne rentre en France qu’en 1871, après la proclamation de la Troisième République, et, bien que réélu député de Vaucluse en 1871 et 1874, n’exerça plus aucune notable influence.
Franc-maçon et grand républicain, il a appartenu à la Grande Loge de France.

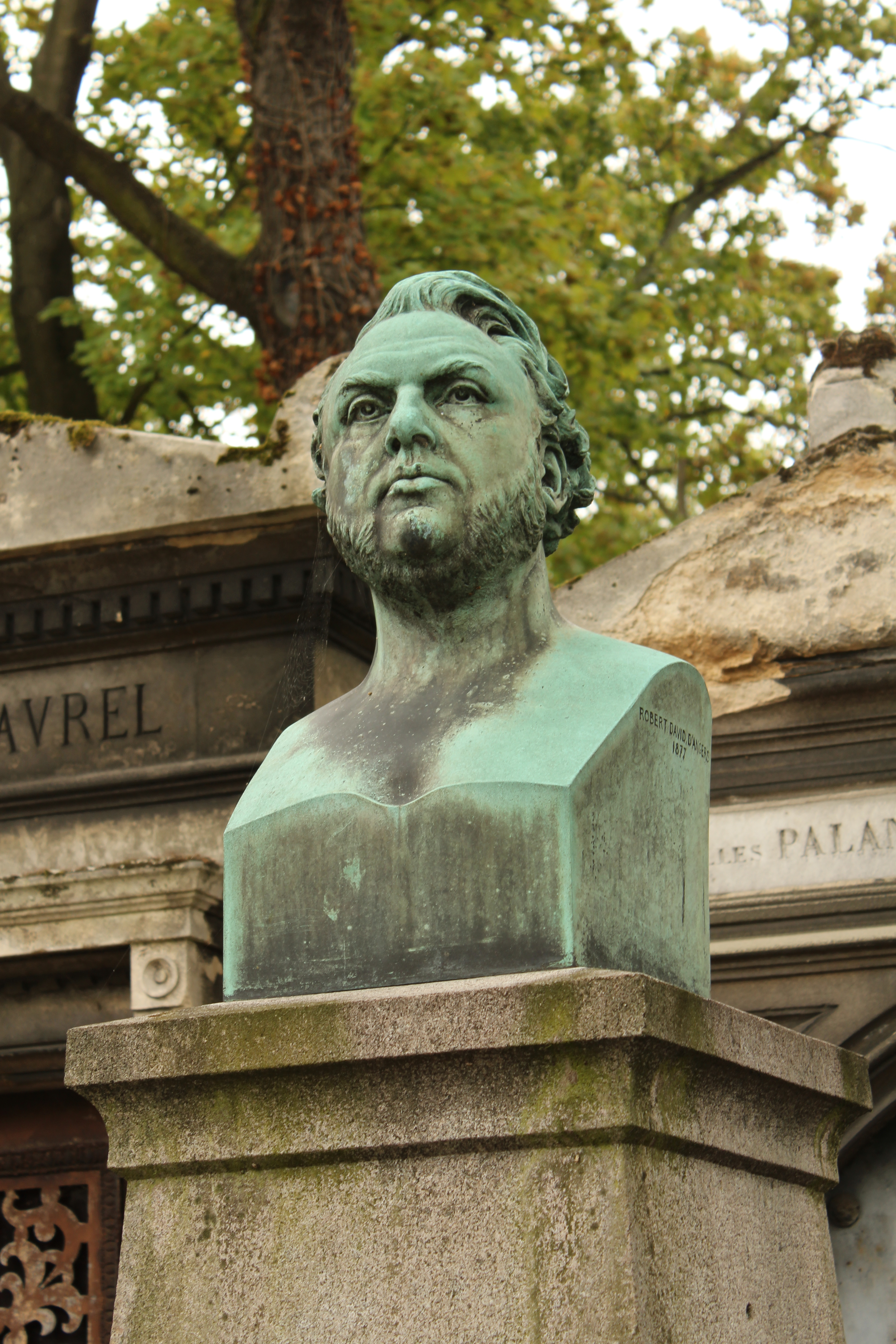
Robert David d'Angers, Alexandre Ledru-Rollin (1877), Paris, cimetière du Père-Lachaise.

Alexandre Auguste Ledru-Rollin meurt le 31 décembre 1874 à Fontenay-aux-Roses, où la famille Ledru possédait depuis plusieurs générations une propriété au 2, rue de Bagneux (actuel 44, avenue Lombart). Il est inhumé à Paris au cimetière du Père-Lachaise (4e division). Le buste en bronze (1877) qui surmonte sa tombe est dû au sculpteur Robert David d'Angers.
Sa veuve, née Harriet Sharpe, morte en 1884, légua par testament leur propriété de Fontenay-aux-Roses à la Ville de Paris qui l'affectera, selon sa volonté, à la création de l'asile pour femmes en couches dit Asile Ledru-Rollin.

## Hommages
Sa statue en pierre (1882) par Léon-Eugène Longepied orne la façade principale de l'hôtel de ville de Paris au rez-de-chaussée du pavillon d'angle gauche.
Un monument en honneur d'Alexandre Ledru-Rollin, réalisé par le sculpteur Léopold Steiner est solennellement inauguré le 24 février 1885, place Voltaire (actuellement place Léon-Blum) devant la mairie du 11e arrondissement de Paris. Le bronze, élevé sur un piédestal en granit montre l'homme politique en pied, main droite appuyée sur une urne électorale portant l'inscription Vox populi. Cette statue sera enlevée de son piédestal pendant l'Occupation pour être refondue, dans le cadre de la mobilisation des métaux non ferreux.
Une avenue et une station de métro à Paris portent le nom de Ledru-Rollin, ainsi qu'un boulevard à Montpellier, une avenue à Brive-la-Gaillarde et une rue à Chaumont, Agen, Dijon,Le Perreux sur Marne,Avignon, Châteauroux, Tours, Tarbes, Bellac, Argenton-sur-Creuse, Limoges, Marseille, La Ciotat, Moulins , Pertuis, Hellemmes, Henin-Beaumont, Reims, Roanne, Rueil-Malmaison, Suresnes, Mauguio, L'Isle-sur-la-Sorgue, Rochefort, Sotteville-lès-Rouen, Saint-Nazaire, Houilles, Choisy-le-Roi, Ivry-sur-Seine et à Fontenay-aux-Roses, où il est mort. Il existe aussi au Mans un quai Ledru-Rollin. À Pézenas, une place est nommée Ledru-Rollin. À La Ferté-Bernard, une école élémentaire porte son nom.